# Nexer Group
Nexer Group, tidigare Sigma IT Group, är ett svenskt privatägt techbolag inom digitalisering, tech och engineering.
Nexer Group hade 2024 omkring 2800 anställda i 15 länder. I Sverige har bolaget kontor i Alingsås, Borås, Eskilstuna, Göteborg, Helsingborg, Jönköping, Karlskoga, Karlskrona, Karlstad, Lidköping, Linköping, Lund, Malmö, Skövde, Stockholm, Umeå, Västerås, Växjö och Örebro. Företagets huvudkontor är beläget på Lindholmen i Göteborg.
Nexer arbetar inom områdena strategi, teknik och kommunikation inom bland annat AI, maskininlärning, cloud samt IT-säkerhet.

## Historik
Företaget hette tidigare Sigma IT Group och bytte namn år 2021 till Nexer
Styrelseordförande är Dan Olofsson. Lars Kry ersatte Håkan Karlsson som VD år 2014.
2023 förvärvade Nexer tyska Holisticon AG